# ガラ語
ガラ語（ガラご、英語: Gullah language）は、アメリカ合衆国のサウスカロライナ州とジョージア州の群島および海岸の地域に住むアフリカ系アメリカ人のガラ人 (Gullah) によって話されるクレオール語である。
ガラ語は英語を基本としており、マンディンカ語、ウォロフ語、バンバラ語、フラニ語、メンデ語、ヴァイ語、アカン語、エウェ語、コンゴ語、ムブンドゥ語、キンブンド語などの、西アフリカと中部アフリカの言語に強く影響を受けている。

## アフリカ起源
ガラ語はアフリカが起源であるとする二つの説がある。
多くの学者は、ガラ語が18世紀と19世紀にサウスカロライナとジョージアで独自に起こったとしている。これは、プランテーションのアフリカ人奴隷が、西アフリカと中央アフリカの言語と、アメリカで遭遇した英語を結合したとする説で、これによるとガラ語は北米で発展したことになる。
しかし他の学者は、サウスカロライナとジョージアに連れてこられた奴隷の一部は、アフリカを去る前にすでに西アフリカピジン英語を知っていた、としている。このピジン英語は、18世紀にヨーロッパ人とアフリカ人の間、あるいはアフリカの部族間で使用されていた。
もっとも、これらの二つの説は必ずしも排他的ではなく、どちらの説も可能性がある。
ガラ語の語彙は主に英語に由来するが、アフリカ起源の単語もある。最も一般的な借用語には、cootuh（亀）、oonuh（2人称、あなた）、nyam（食べる）、buckruh（白人）、pojo（サギ）、swonguh（誇り）、benne（ゴマ）、biddy（ひな鳥）などがある。

## 関連した言語
ガラ語は、西アフリカとカリブ海で話される、シエラレオネのクリオ語、バハマ方言、ジャマイカ・クレオール語、ベリーズ・クレオール語などの、いくつかの他の英語ベースのクレオール言語に類似している。
ガラ語ともっとも近い関係にあるのは、現在オクラホマ、テキサス、メキシコ北部に点在するブラック・セミノールのコミュニティで話される、アフロ・セミノール語である。ブラック・セミノールの先祖は、18世紀から19世紀にかけて、奴隷制から沿岸のサウスカロライナとジョージア、フロリダの荒野にまで逃れたガラ人である。彼らは第二次セミノール戦争（1835年〜1842年）の後にフロリダからアメリカ合衆国西部へと移住した。